# Dimitrios Pappas (Fußballspieler)
Dimitrios Pappas (griechisch Δημήτριος Παππάς, * 25. Februar 1980 in Ioannina) ist ein ehemaliger griechischer Fußballspieler und heutiger Trainer.

## Karriere
Dimitrios Pappas wuchs in Deutschland auf und spielte von der Jugend an in verschiedenen unterklassigen Vereinen, bevor er 2005 bei seinem Jahr bei Rot-Weiss Essen erstmals in der dritthöchsten Liga zum Einsatz kam. Die Einwechslung kurz vor Schluss in einer Partie gegen Holstein Kiel blieb jedoch sein einziger Auftritt für die erste Mannschaft der Essener. Im Jahr darauf wechselte er in die Oberliga Nordrhein zu Rot-Weiß Oberhausen. Dort war der Grieche von Anfang an Stammspieler in der Innenverteidigung. Mit den Oberhausenern gelang ihm nicht nur 2006/07 die Rückkehr in die Regionalliga, sondern sogar der Durchmarsch in die 2. Bundesliga. Seit 2008 spielte Pappas als Profifußballer im Kader der Rot-Weißen, wo er einen Vertrag bis 2012 besaß. Nach dem Abstieg 2011 in die 3. Liga wurde Pappas zum neuen Kapitän der Kleeblätter ernannt. Nach sechs Jahren in Oberhausen unterschrieb Pappas am 3. Juli 2012 einen Vertrag mit der SSVg Velbert. Mit den Niederbergischen spielte er zwei Jahre in der Regionalliga West und stieg 2014 in die Oberliga ab.
Im Sommer 2015 gab die SpVgg Erkenschwick die Verpflichtung von Pappas bekannt. Nach lediglich sechs Spielen in der Oberliga Westfalen löste er den Vertrag in der Winterpause wieder auf und kehrte zu RWO zurück. Dort spielte er für die zweite Mannschaft, die im Sommer 2016 aus der Oberliga Niederrhein in die Landesliga absteigen musste. Mitte August wurde er als Nachfolger des zur ersten Mannschaft gewechselten Mike Terranova Trainer der zweiten Mannschaft. Nach der Spielzeit 2016/2017 meldete RWO seine zweite Mannschaft vom Spielbetrieb ab und daraufhin übernahm Pappas die Trainerposition in der U 19 des Vereins. 2020 übernahm er den Cheftrainerposten bei der ersten Mannschaft von RWO, wurde aber schon nach sieben Spieltagen von seinem Vorgänger Mike Terranova abgelöst.
Im Sommer 2021 übernahm Pappas die Position des Trainers der ersten Frauenmannschaft des VfL Bochum. Zur Saison 2022/23 kehrte er nach Velbert zurück, wo er einen Zweijahresvertrag unterzeichnete. Er führte den Klub auf Anhieb zurück in die Regionalliga West. Mit nur 14 Punkten aus 20 Spielen auf dem letzten Tabellenplatz stehend wurde Pappas nach einer 0:5-Niederlage gegen die U23-Mannschaft von Fortuna Düsseldorf am 13. Februar 2024 entlassen.

## Titel / Erfolge
- Aufstieg in die Regionalliga Nord 2007 mit Rot-Weiß Oberhausen
- Aufstieg in die 2. Bundesliga 2008 mit Rot-Weiß Oberhausen
- Aufstieg in die Regionalliga West 2023 mit der SSVg Velbert